# Perthes-lès-Hurlus
Pour les articles homonymes, voir Perthes.
Perthes-lès-Hurlus est une ancienne commune française du département de la Marne.

## Toponymie
Le nom de la localité est attesté sous les formes Pertes (1282) ; Perthae juxta Urlus (1303-1312) ; Pertæ in Ullus (1346) ; Pertes lès Ullus (1366) ; Perthes lès Hurlus (1403) ; Pertes-en-Urlus (1538) ; Perthes (XVIIIe siècle) ; Perthes-lez-Hurlus.

S'il n'est pas exclusivement spécifique à la Champagne, le toponyme Perthes est solidement installé dans cette région, où il présente une densité d'implantation qu'on ne retrouve nulle part ailleurs. Les corpus micro-toponymiques des départements des Ardennes et de la Marne permettent une analyse fine de la distribution géographique du type en Champagne septentrionale, tandis que les sources anciennes montrent qu'il est implanté depuis très longtemps dans les départements de l'Aube et de la Haute-Marne.
 
En gaulois *pert- avait probablement le même sens que le mot gallois apparenté perth « buisson, haie », hypothèse suggérée par le nom de la déesse gauloise Perta, divinité des jardins clos.

La préposition « lès » permet de signifier la proximité d'un lieu géographique par rapport à un autre lieu. En règle générale, il s'agit d'une localité qui tient à se situer par rapport à une ville voisine plus grande. La commune de Perthes-lès-Hurlus indique qu'elle se situait près de Hurlus.

## Histoire
Le village de Perthes-lès-Hurlus comptait 156 habitants en 1914. Le passage de l'armée allemande lors de la Première Guerre mondiale a obligé les habitants à fuir leurs maisons dès le début septembre 1914. Le village fut anéanti peu après car une bataille éponyme s'y déroula.
Le peintre allemand August Macke y trouva la mort sur le champ de bataille en septembre 1914.
Lors de la création du camp militaire de Suippes en 1950, la commune fut officiellement supprimée, et son territoire rattaché à la commune voisine de Souain, qui prit alors le nom de Souain-Perthes-lès-Hurlus pour perpétuer la mémoire du village disparu.

## Décorations françaises
Croix de guerre 1914-1918 : 20 septembre 1920

## Géographie
Perthes-lès-Hurlus se trouve dans le nord-est du département de la Marne, entre Sainte-Ménéhould et Reims, sur le carrefour des anciennes routes que reliaient Souain à Hurlus et Tahure à Suippes.

## Démographie
| 1800 | 1806 | 1821 | 1831 | 1836 | 1841 | 1846 | 1851 | 1856 |
| ---- | ---- | ---- | ---- | ---- | ---- | ---- | ---- | ---- |
| 150  | 179  | 180  | 209  | 215  | 231  | 214  | 221  | 214  |

| 1861 | 1866 | 1872 | 1876 | 1881 | 1886 | 1891 | 1896 | 1901 |
| ---- | ---- | ---- | ---- | ---- | ---- | ---- | ---- | ---- |
| 214  | 204  | 201  | 208  | 187  | 181  | 170  | 168  | 177  |

| 1906 | 1911 | 1921 | 1926 | 1931 | 1936 | 1946 | - | - |
| ---- | ---- | ---- | ---- | ---- | ---- | ---- | - | - |
| 156  | 156  | 0    | 0    | 0    | 0    | 0    | - | - |